# 黄河铁牛
黄河铁牛，亦称黄河大铁牛、唐朝铁牛、开元铁牛，是1989年8月山西永济蒲津渡遗址发掘出的四尊铁牛，经修复后被露天安置在蒲津渡遗址里。

## 概述
唐开元十二年（724年），朝廷在蒲津渡修建铁索浮桥，由东西两岸各四尊铁牛牵拉，以抵御黄河的冲击。北宋嘉祐八年（1063年），铁牛沉入河中，和尚怀丙利用浮力原理捞出铁牛。金元间，浮桥遭战火烧毁，铁牛就此闲置。此后，随着黄河改道，到二十世纪三四十年代，铁牛被泥沙埋没。1989年8月，东岸的四尊铁牛被发现，其时铁牛均在水平面下，需抽水后才得以露头；1991年，进行初次发掘，清理出四尊铁牛，每尊铁牛高约1.9米，长约3米，宽约1.3米，重45吨至75吨。2005年，随着蒲津渡遗址保护工程完成，铁牛在内的铁器群在发掘原址上被提升了12.2米进行保护展示。